# Mentschykury
Mentschykury (ukrainisch Менчикури; russisch Менчикуры Mentschikury) ist ein Dorf im Westen der ukrainischen Oblast Saporischschja mit etwa 1500 Einwohnern (2001).
Das 1827 gegründete Dorf liegt im Rajon Melitopol an der Territorialstraße T–08–05 12 km nordwestlich vom ehemaligen Rajonzentrum Wessele und 130 km südlich vom Oblastzentrum Saporischschja.
Am 12. Juni 2020 wurde das Dorf ein Teil der neugegründeten Siedlungsgemeinde Wessele, bis dahin bildete es zusammen mit dem Dorf Piskoschyne (Піскошине) die gleichnamige Landratsgemeinde Mentschykury (Менчикурівська сільська рада/Mentschykuriwska silska rada) im Nordosten des Rajons Wessele.
Seit dem 17. Juli 2020 ist sie ein Teil des Rajons Melitopol.